# 성서한국
성서한국은 2002년 할렐루야 교회에서 100여명이 모여 1차 대회로 시작하였다.
성서한국의 목표는 정치, 경제, 사회, 문화 전반적인 영역에 걸쳐 대안과 비젼을 제시하는 데에 있다.
사회선교운동, 교육 지원 운동, 대중운동, 연대운동등이 주요 활동이다.
공동대표로는 김명혁, 박종화, 손봉호, 이승장, 이만열, 홍정길이다.

## 웹사이트와 자료
- 성서한국 웹사이트

## 논란과 비판
- 왕국의 역습대표 박성업은 성서한국이 종북단체임을 밝혀내고 이에 대한 동영상과 조사자료를 발제하였다. 이에 대해 성서한국측은 박성업씨를 명예훼손 혐의로 고발했으나 무죄로 결론이 났다.[1]
  1. 발언 내용: "성서한국은 한국 교회 내에 주체사상을 신봉하면서 간첩들의 활동을 지원하고, 교회를 박살내고 무너뜨리고 하나님을 훼방하는 것이 목적인 종북좌파, 간첩단체다”
  2. 한국 교회 내에 주체사상을 신봉하면서 간첩들의 활동을 지원하고 교회를 박살내고 무너뜨리고 하나님을 훼방하는 것이 목적인 종북좌파, 간첩단체다”

1. ↑  “성서한국에 대한 ‘종북’ 발언이 무죄(無罪)인 이유”. 2016년 5월 9일. 2020년 1월 22일에 확인함.